# Une langue universelle
Une langue universelle (em persa: آواز بوقلمون) é um filme de comédia dramática absurda canadense de 2024, co-escrito e dirigido por Matthew Rankin.
Recebeu críticas positivas dos críticos e foi nomeado um dos 5 melhores filmes internacionais de 2024 pelo National Board of Review. O filme foi selecionado como a entrada canadense para Melhor Longa-Metragem Internacional no 97º Oscar.

## Sinopse
Descrito como uma "comédia surreal de desorientação" ambientada "em algum lugar entre Teerã e Winnipeg", o filme mistura as histórias aparentemente não relacionadas de Negin e Nazgol, que encontram dinheiro congelado no gelo e tentam reivindicá-lo; Massoud, um guia turístico em Winnipeg que lidera um grupo de turistas confuso e desorientado; e Matthew (Rankin), que deixa seu emprego insatisfatório no governo provincial de Quebec e viaja para casa em Winnipeg para visitar sua mãe.

## Elenco
- Rojina Esmaeili
- Saba Vahedyousefi
- Sobhan Javadi
- Pirouz Nemati
- Mani Soleymanlou
- Danielle Fichaud
- Matthew Rankin

## Lançamento
O filme teve sua estreia mundial na seção Quinzena dos Realizadores do 77º Festival de Cinema de Cannes em 18 de maio de 2024, e teve sua estreia norte-americana no 49º Festival Internacional de Cinema de Toronto.
Também está programado para ser exibido como o filme de abertura do Festival du nouveau cinéma de 2024. Também será exibido na seção Currents do 62º Festival de Cinema de Nova York. O filme foi selecionado para o MAMI Mumbai Film Festival 2024 na seção World Cinema, onde foi exibido junto com An Urban Allegory de Alice Rohrwacher e JR.